# Tarnowska Wola (przystanek kolejowy)
Tarnowska Wola – przystanek osobowy w Tarnowskiej Woli, w województwie podkarpackim, w Polsce. Od 13 grudnia 2009 uruchomiono połączenie Rzeszów – Stalowa Wola Rozwadów.

## Ruch pasażerski
| Rok  | Wymiana pasażerska na dobę |
| ---- | -------------------------- |
| 2017 | 10-19                      |
| 2022 | 20-49                      |